# Alpheus brevipes
Alpheus brevipes är en kräftdjursart som beskrevs av William Stimpson 1860. Alpheus brevipes ingår i släktet Alpheus och familjen Alpheidae. Inga underarter finns listade i Catalogue of Life.